# 전자 열차 제어 장치
전자 열차 제어 장치(電子列車制御裝置)란, 철도 신호 보안 장치 중 하나이다. 고속의 철도의 실현에서 가장 문제가 되는 것은 그 기술적 신뢰성이지만, 전자기기 등의 새로운 설비를 대폭적으로 채용하게 된다면 고장 발생의 성격도 달라지고 동시에 고장이 일어났을 경우의 영향도 지금까지와는 비교도 할 수 없을 만큼 중요한 문제로 될 것이다. 이렇게 되어 고속운전에 따르는 완전한 안전설비의 필요성이 특히 강조되었으며, ATC(automatic train control：자동 열차 제어 장치, 自動列車制御裝置) 및 CTC(centralized traffic control：열차 집중 제어 장치, 列車集中制御裝置)라고 하는 새로운 전자신호 설비가 나타나게 된 것이다.

## 역사
대한민국에서는 1968년에 중앙선(망우∼봉양)에 CTC를 설치하고, 그 중앙지령소를 망우역(忘憂驛)에 두어 가동하기 시작하였다.